# Kvarnagölen (Järsnäs socken, Småland)
Kvarnagölen är en sjö i Jönköpings kommun i Småland och ingår i Motala ströms huvudavrinningsområde. Sjön har en area på 0,0868 kvadratkilometer och ligger 276,3 meter över havet.

## Delavrinningsområde
Kvarnagölen ingår i det delavrinningsområde (640222-142327) som SMHI kallar för Mynnar i Hjorteboån. Medelhöjden är 289 meter över havet och ytan är 3,96 kvadratkilometer. Det finns ett delavrinningsområde uppströms, och räknas det in blir den ackumulerade arean 5,08 kvadratkilometer. Vattendraget som avvattnar avrinningsområdet har biflödesordning 3, vilket innebär att vattnet flödar genom totalt 3 vattendrag innan det når havet efter 269 kilometer. Delavrinningsområdet består mestadels av skog (72 procent). Avrinningsområdet har 0,87 kvadratkilometer vattenytor vilket ger avrinningsområdet en sjöprocent på 21,9 procent.